# Farsáro (Lassithi)
Farsáro, en grec moderne : Φαρσάρο est un village voisin de Marmakéto du plateau du Lassíthi, en Crète, en Grèce. Selon le recensement de 2011, la population de Farsáro compte 18 habitants. Il est situé à une altitude de 860 m.